# Eschlkam
Eschlkam település Németországban, azon belül Bajorországban. Lakosainak száma 3337 fő (2023. december 31.). Eschlkam Všeruby és Neukirchen beim Heiligen Blut községekkel határos.

## Népesség
A település népessége az elmúlt években az alábbi módon változott:
| Lakosok száma | 533  | 719  | 1166 | 3458 | 3370 | 3353 | 3328 | 3325 | 3353 | 3337 |
|               | 1875 | 1950 | 1975 | 1987 | 2012 | 2014 | 2016 | 2017 | 2021 | 2023 |